# 西藏寺庙
西藏寺庙指的是西藏地区在佛教背景下建造的寺庙。西藏地区地广人稀，但有人居住的地方就会有寺庙，寺庙是人们聚集、祈祷、修定的中心。这一地区的寺庙的建筑和装饰风格都独具特色，有着很浓厚的藏传佛教特点。现在大部分寺庙都可供旅游者参观，有不少已被类入世界文化遗产。

## 历史
西藏的寺庙随着佛教在西藏的传播而发展起来的。

### 开端
公元七世纪时，松赞干布统一了西藏，并迎娶了尼泊尔墀尊公主和唐朝文成公主为妻。为供奉二人携带的佛经、佛像、法器等，开始修建寺庙。大昭寺和小昭寺就是那时为两位公主修建的。此后松赞干布在拉萨四周又修建了许多寺庙，还建了许多修定道场。

### 拉康建筑时期
从公元7世纪到9世纪，是西藏寺庙发展的第一时期。这一时期佛教在西藏地区几经兴废，以留下的建筑很少。这一时期除少数一些寺庙外（如桑耶寺），多数寺庙的规模很小，往往是孤立的佛殿，佛殿前也很少有经堂，也没有僧舍等附属建筑。

### 寺庙建筑时期
公元9世纪后，佛教在西藏复兴，至15世纪相继形成了许多教派和教派支系，这些教派和教派支系都有各自的寺院，其建筑形制也有很大的发展，规模也趋于大型化，形成了各类型并存的特点。

### 寺庙建筑完备时期
17世纪后，西藏各地新建寺庙渐少，主要是对以前修建的寺庙的维修、扩建等，寺庙建筑和其附属住逐渐完备。各地寺庙流行金顶，部件雕刻日渐华丽，壁画彩绘也日益丰富。
据《西藏兵志》记载，到西藏民主改革前，著名的寺院有2711座，僧尼114105人；文革前（1956年）有寺庙361座，僧尼6248人。

## 类型
西藏地区地理环境复杂，寺庙的建造与地势、地形结合很密切。按其艺术风格和选址布局，可分为：

### 城堡宫殿式
这一类型的建筑在西藏具有古老的传统，可追溯到公元前雅隆部落的“雍布拉康”。由于这一类建筑的防御性和宫山一体的特征，令这类建筑成为了西藏政教合一统治的象征。其最具代表性的就是布达拉宫。

### 依山式
依山式建筑是从城堡宫殿式发展而来，特点是顺山势而起，层层升高，高低相配，建筑群错落有致。其中的代表有哲蚌寺、甘丹寺等。

### 平川式
平川式建筑一般坐落在江河平川地带，布局以大殿为中心，其他建筑呈辐射状扩延。此类的代表是大昭寺。

### 园林式建筑
这一类的建筑受中原文化影响较深，从18世纪以后，由单一的城堡宫殿式建筑像园林化转化。其中的代表是罗布林卡。

### 塔寺合一式
这一类建筑中塔作为寺庙布局的一个重要元素出现，是13世纪末到15世纪中叶的代表形式。这一类的代表是江孜的白居寺。

### 沟丘散式
这一类建筑是由西藏传统的民居建筑发展而来的，一般分布在河沟和低矮的土丘上。这一类寺庙的选址依山傍水，让人有融入自然的升华之感。代表寺庙有墨脱的仁钦崩寺。

### 帐篷式
西藏地区多是游牧民族，帐篷既是人们的居所，也成为了僧人安奉佛像之处。最具代表性的是安多县丹堆乡的柏尔贡巴寺。

## 布局
西藏寺庙的布局特色可从以下三个方面来体现：

### 群体布局
西藏的寺庙在群体布局上吸收的内地佛教寺院的章法，具有封闭式的特点。除实体式、天井式、廊院式之外，都纲式最具有代表性。都纲式就是平面呈“回”字形，中部升高，四周是回廊的布局。其外形气派，中部采光充足，整体显厚重。

### 单体布局
整体之中的单体是寺庙中不可缺少的元素。
- 措钦：供僧众集会的场所，是寺庙最高的管理机构。
- 扎仓：供僧众研究佛学的综合性学院。对于较小的寺庙，扎仓的经堂又兼作措钦的大殿。
- 康村：供僧人居住的地方。
- 拉康：供奉佛像的场所。
- 拉让：供活佛居住的地方，其规模取决于活佛的地位。
- 辩经台：供活佛和僧人考试辩经的地方。
- 佛塔：标志性的建筑，用来象征佛，常为窣堵坡的形制。
- 灵塔：用于存放活佛尸骨的地方。

### 平面布局
西藏寺庙的平面多为正方形或长方形。在大门入口处有一对“嘛呢杆”。纵深进入依次是门廊、集会广场、经堂、佛殿，四周式扎仓、拉康等配殿。

## 寺庙内部
- 造像雕塑：西藏寺庙里供奉的佛教造像种类繁多，主要有佛、菩萨、度母、罗汉、护法神、祖师。西藏寺庙的雕塑历史悠久，以材料不同分为石雕、铜铸、木雕、泥塑等。
- 壁画：壁画常绘制在墙壁、天花板、门板、梁柱上。在松赞干布建大昭寺时就开始绘制壁画，虽阁门牌的形成和发展，寺庙的壁画也越来越丰富。壁画的内容有佛、菩萨、罗汉、护法神等的肖像、传记，佛教经典、历史故事、民风世俗等。
- 唐卡，是一种画在布幔或纸上的画像。
- 酥油灯：在西藏的寺庙里，供奉佛像的殿堂都要点燃酥油灯，并且终年不熄，以示佛教教义永放光明。升腾的烟火与昏暗的灯光，为寺庙增添了神秘的气息。

## 其他
西藏寺院中地位最高的当属布达拉宫，此外“拉萨三大寺”甘丹寺、哲蚌寺和色拉寺也都具有相当高的地位。依西藏的惯例，达赖喇嘛在亲政之前，必须考取“格西”学位，有权向达赖授予该学位的仅有拉萨三大寺。
传统上僧侣在西藏拥有较高的社会地位，特别是随着佛教研修而升入高级喇嘛阶层时，更是倍受信众尊崇，并可相应掌握社会资源的支配权。不过研修佛学本身是相当清苦的。寺院中的喇嘛有学经僧和普通喇嘛之分，学经僧的地位高些，在为寺院负担劳役等方面会受到照顾，但需要付出较高的费用。考取高级“格西”学位是喇嘛升入高位的条件，因而是所有喇嘛的理想，但确属不易，通常需要二十年以上的勤奋苦读。
古时西藏的寺院掌握大量的财富，因此其重要性不但体现在宗教和政治领域，同时也社会重要的经济体。据十七世纪清朝初年统计，当时西藏39.5%的耕地掌握在寺院和上层僧侣手中。不对称的社会结构之下，藏民们的虔诚参拜并不能阻止寺院有时运用其优势地位盘剥民众。曾有一位名叫次仁贡布的藏民，其祖父向色拉寺借了700公斤粮食，祖孙三代还债，共还粮食56吨，但寺院说他还欠140吨粮食。